# Jacques Vallée

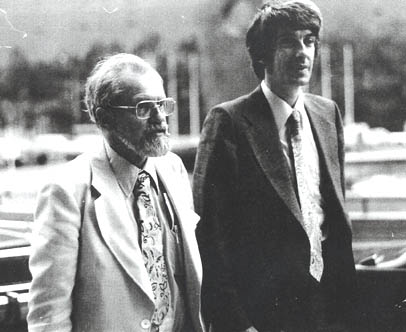
J. Allen Hynek och Jacques Vallee.

Professor Jacques F. Vallée , född 24 september 1939, är en franskfödd ufolog, datorforskare och astronom. För närvarande bor han i San Francisco (USA).

## Liv och karriär
Vallee föddes i Pontoise i Frankrike. Han studerade matematik vid universitetet i Paris samt astrofysik vid universitetet i Lille. Han började sitt professionella liv som astronom år 1961 på Parisobservatoriet.
Tillsammans med sin mentor, J. Allen Hynek, har Vallée forskat samt studerat problemet med UFO:n i många år. Han var även modell för en karaktär i Steven Spielbergs film Närkontakt av tredje graden.
Vallées forskning har lett honom till olika länder i världen. Han anses vara en av de ledande experterna av UFO:n, han har skrivit böcker i ämnet som är respekterade bland forskare.

## Forskning inom UFO:s
I maj 1955 såg Vallée för första gången ett UFO över sitt eget hem i Pontoise. Sex år senare, då han arbetade i Franska rymdstyrelsen, bevittnade han hur man förstörde dokument som hade spårat oidentifierade objekt som hade setts runt jorden. Dessa händelser ökade Vallées intressen för UFO:n.
I mitten av 1960-talet försökte Vallée, precis som många andra ufologer, framföra den populära utomjordiska hypotesen, det vill säga en hypotes om att UFO:n och utomjordingar var en annan civilisation med en avancerad teknologi. Han gav upp 1969 då han ansåg att det inte gick att förklara fenomenet.
Vallée inriktade sig istället på att utforska sambanden mellan UFO:n, kulter, religiösa rörelser, änglar, spöken, oidentifierade varelser samt psykiska fenomen. Dessa länkar var detaljerade i hans tredje bok "Passport to Magonia: From Folklore to Flying Saucers".
Som ett alternativ till hypotesen om utomjordiska besökare föreslog Vallée en multidimensionell hypotes. Den föreslår att de "utomjordingar" och UFO:n som människor sett och upplevt egentligen kan komma från vilken plats som helst, från andra dimensioner, parallella universum eller kanske från en annan typ av existens där de lever ibland oss utan att människan vet om det.    
Vallées motstånd till den vanliga och officiella UFO-teorin (att UFO:n kommer från en annan planet) blev dåligt mottagen bland amerikanska ufologer. Vallée kallar sig själv en "hädare bland hädarna".
Kortfattat har Vallée fem punkter på varför han tror på att UFO:n kan vara mer än "bara" utomjordiska:
1. Oförklarade närkontakter är långt fler än vad som krävs för en fysisk utvärdering av jorden
2. Den humanoida kroppsbyggnaden som "utomjordingar" har kan inte ha utvecklats på en annan planet och är inte biologiskt anpassad för att resa i rymden
3. Tusentals rapporter om varelsernas uppträdande stämmer inte överens med att de är här i syfte för forskning eller genetiska experiment
4. Fenomenet har funnits genom hela världshistorian, vilket visar att UFO:n inte är ett nutida fenomen
5. Fenomenets makt att manipulera tid och rum öppnar för många fler radikala alternativ än utomjordisk

1988 åkte Jacques Vallée och Janine Vallée till Sydamerika för att undersöka rapporter om UFO-relaterade skador och dödsfall. Resultaten fanns med i boken "Confrontations: A Scientist's Search for Alien Contact". Till exempel var Vallée i centrala Brasilien där han fann att fem personer dödats av närkontakt med kubformade flygande objekt som kunde skjuta dödliga strålar. Många av offren var jägare som hade klättrat upp i träd i väntan på djur de kunde skjuta. Istället blev de själva jagade av så kallade "Chupas" (UFO:n) som skadade eller dödade dem med strålarna. Han rapporterade att objekten "sades ha brummande ljud, liknande ett kylskåp eller transformator". Interview: Dr. Jacques Vallee (1992)

## Framträdande i UFO-dokumentär
Vallée har varit med i en dokumentär av Robert Emenegger och Alan Sandler, som är en uppdaterad version av deras film "UFOs, Past, Present and Future" från 1974. Den uppdaterade versionen heter "UFOs: It Has Begun".

## Vallées tolkning av UFO-materialet
Vallee håller med om att det finns ett genuint UFO-fenomen, en sorts främmande intelligens som kan manipulera tid och rum. Fenomenet har funnits genom hela människans existens och verkar maskera sig i olika former i olika kulturer.
Vallées huvudfynd och det han skrivit mest om är hans erfarenhet att bland annat amerikanska underrättelsetjänster använder och utnyttjar UFO-fenomenet för att för oklara syften manipulera människor.

## UFO-böcker
- 1965 - Anatomy of a phenomenon: unidentified objects in space—a scientific appraisal ISBN 0-8092-9888-0
- 1966 - Challenge to Science: The UFO Enigma
- 1969 - Passport to Magonia: From folklore to Flying Saucers
- 1975 - The Invisible College : What a Group of Scientists Has Discovered About UFO Influences on the Human Race
- 1975 - The Edge of Reality
- 1979 - Messengers of Deception: UFO Contacts and Cults ISBN 0-915904-38-1
- 1986 - Alintel Fiction ISBN 2-715-21395-6
- 1987 - UFO's In Space: Anatomy of A Phenomenon ISBN 0-345-34437-5
- 1988 - Dimensions: A Casebook of Alien Contact ISBN 0-8092-4586-8
- 1990 - Confrontations - A Scientist's Search for Alien Contact ISBN 0-345-36453-8
- 1991 - Revelations : Alien Contact and Human Deception ISBN 0-345-37172-0
- 1992 - UFO Chronicles of the Soviet Union : A Cosmic Samizdat
- 1992 - Forbidden Science: Journals, 1957-1969
- 1996 - Fastwalker Fiction ISBN 1-883-31943-9
- 2007 - Stratagem Fiction ISBN 0-615-15642-8
- 2008 - Forbidden Science: Journals - volume two, 1970-1979 ISBN 0-578-03231-7
- 2010 - Wonders in the sky ISBN 1-585-42820-5, tillsammans med Chris Aubeck

## Forskningspapper
- Five Arguments Against the Extraterrestrial Origin of Unidentified Flying Objects - Jacques Vallee, Ph.D.
- Estimates of Optical Power Output in Six Cases of Unexplained Aerial Objects with Defined Luminosity Characteristics - Jacques Vallee, Ph.D.
- Physical Analyses in Ten Cases of Unexplained Aerial Objects with Material Samples - Jacques Vallee, Ph.D.
- Report from the Field: Scientific Issues in the UFO Phenomenon - Jacques Vallee, Ph.D.
- Crop Circles: “Signs” From Above or Human Artifacts? - Jacques Vallee, Ph.D.
- Are UFO Events related to Sidereal Time - Arguments against a proposed correlation - Jacques Vallee, Ph.D.

## Medverkan inom film
- UFOs: It Has Begun (1979)
- It would be nice if one had the
- info about this movie????